# ArmaLite
ArmaLite, inicialmente surgida como la División ArmaLite de la Corporación Fairchild Engine and Airplane, es una empresa de fabricación de armamento fundada en 1954. 
Sus principales productos incluyen el fusil de asalto M16 y la carabina M4. Esta compañía ha cambiado de propietario con el paso del tiempo.